# Hypnomys
Hypnomys es un género extinto de mamíferos roedores de la familia Gliridae al que se han asignado especies extintas de lirones de grandes dimensiones. Sus especies son reconocidas como ejemplos de gigantismo insular. Esta estirpe evolucionó en el pasado en las Islas Baleares, o al menos en las Gimnesias. Se han reconocido las siguientes especies:
- Hypnomys eliomyoides
- Hypnomys mahonensis de Menorca.:Sinonimia: Eliomys mahonensis.
- Hypnomys morpheus de Mallorca.:Sinonimia: Eliomys morpheus, Eliomys morphaeus, Hypnomys morphaeus.
- Hypnomys onycensis
- Hypnomys waldreni